# Episodi di Una famiglia del terzo tipo (quinta stagione)
La quinta stagione della serie televisiva Una famiglia del terzo tipo è stata trasmessa negli Stati Uniti dal 21 settembre 1999 al 23 maggio 2000 sulla rete NBC.
In Italia è andata in onda in prima visione su Italia 1.
| nº | Titolo originale                          | Titolo italiano               | Prima TV USA      | Prima TV Italia |
| -- | ----------------------------------------- | ----------------------------- | ----------------- | --------------- |
| 1  | Episode I: The Baby Menace                | L'erede di E.T.               | 21 settembre 1999 |                 |
| 2  | Dick for Tat                              | Sesso e volentieri            | 28 settembre 1999 |                 |
| 3  | The Fifth Solomon                         | Cara vecchia Rambler          | 2 novembre 1999   |                 |
| 4  | Dial M for Dick                           | Un weekend in giallo          | 9 novembre 1999   |                 |
| 5  | Dick and Tuck                             | Questione... di immagine      | 16 novembre 1999  |                 |
| 6  | Dick, Who's Coming to Dinner              | Razza bianca razza nera       | 23 novembre 1999  |                 |
| 7  | Sex and the Sally                         | La pillola della discordia    | 30 novembre 1999  |                 |
| 8  | Charitable Dick                           | Aste mantelle e carità        | 14 dicembre 2000  |                 |
| 9  | The Loud Solomon Family: A Dickumentary   | Il documentario               | 11 gennaio 2000   |                 |
| 10 | Gwen, Larry, Dick & Mary                  | I nuovi amici                 | 25 gennaio 2000   |                 |
| 11 | Dick Puts the ID in Cupid                 | L'amore al tempo degli alieni | 8 febbraio 2000   |                 |
| 12 | The Big Giant Head Returns                | La regina dell'universo       | 22 febbraio 2000  |                 |
| 13 | Rutherford Beauty                         | Fantasia o realtà             | 22 febbraio 2000  |                 |
| 14 | This Little Dick Went to Market           | Azioni che passione!          | 14 marzo 2000     |                 |
| 15 | Youth Is Wasted on the Dick               | Beata gioventù                | 21 marzo 2000     |                 |
| 16 | Dick Strikes Out                          | Il nuovo rettore              | 28 marzo 2000     |                 |
| 17 | Shall We Dick?                            | Sfida all'ultimo swing        | 18 aprile 2000    |                 |
| 18 | Dick and Harry Fall in a Hole             | Un'esperienza... profonda     | 2 maggio 2000     |                 |
| 19 | Frankie Goes to Rutherford                | L'ora della verità            | 9 maggio 2000     |                 |
| 20 | Dick Solomon's Day Off                    | Il malato Immaginario         | 16 maggio 2000    |                 |
| 21 | The Big Giant Head Returns Again (Part 1) | Rivelazioni                   | 23 maggio 2000    |                 |
| 22 | The Big Giant Head Returns Again (Part 2) | Il discorso di Tommy          | 23 maggio 2000    |                 |